# Rocca aldobrandesca (Scarlino)
Die Burg Rocca aldobrandesca (auch Rocca Pisana, Rocca di Scarlino oder Castello di Scarlino genannt) ist eine Befestigungsanlage in Scarlino.

## Lage
Die Burg liegt am südöstlichen Rand der Altstadt von Scarlino hoch über dem Ort und dominiert das Tal des Pecora sowie seine Mündung in das Tyrrhenische Meer bei Puntone di Scarlino. Sie liegt im nordwestlichen Teil der Provinz Grosseto in der Landschaft der Maremma und im grossetanischen Teil der Colline Metallifere.

## Geschichte
Die Burg entstand am Ende des 10. Jahrhunderts durch die Aldobrandeschi. Erstmals dokumentiert wurde sie 973 in einem Dokument von Lamberto degli Aldobrandeschi sowie 1108 in einer Schenkung der Aldobrandeschi an den Bischof von Roselle. Besiedelt wurde das Areal von früher, hier wurden Mauerreste, die dem 6. Jahrhundert v. Chr. bis 2. Jahrhundert v. Chr. zugeordnet werden. Im 13. Jahrhundert übernahm die Republik Pisa die Kontrolle über die Burg, die 1398 von Gherardo Appiano in das Fürstentum Piombino eingegliedert wurde. Im 15. Jahrhundert entstand der Ravelin und die zweite Wehrmauer. Zu der Wehranlage gehörte auch die Kirche Sant’Andrea, die später zur Kapelle wurde und vor dem 18. Jahrhundert zur Ruine wurde. In den 1970er und 1980er Jahren wurde die Burg restauriert.

## Bilder

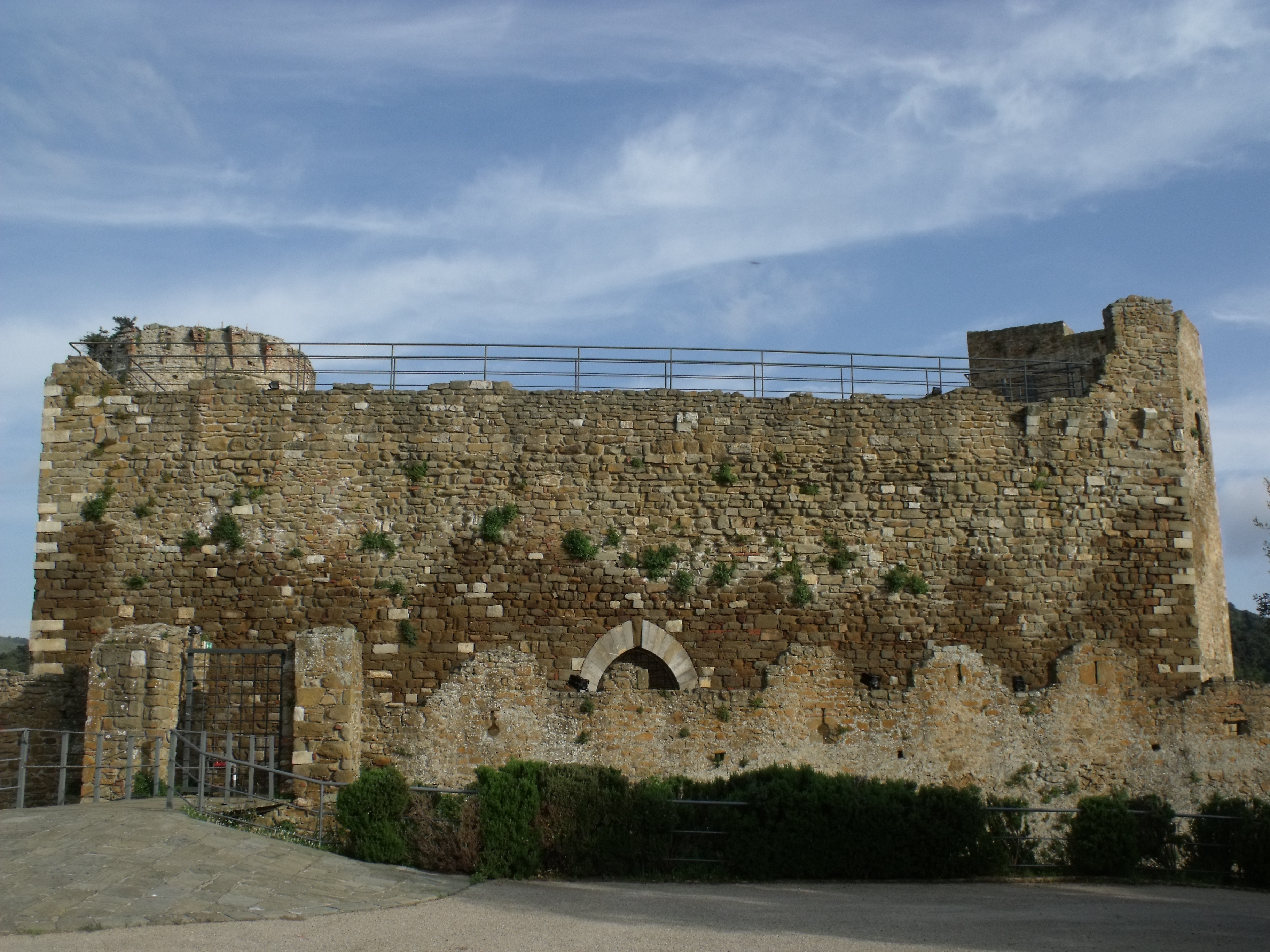
Eingangsbereich
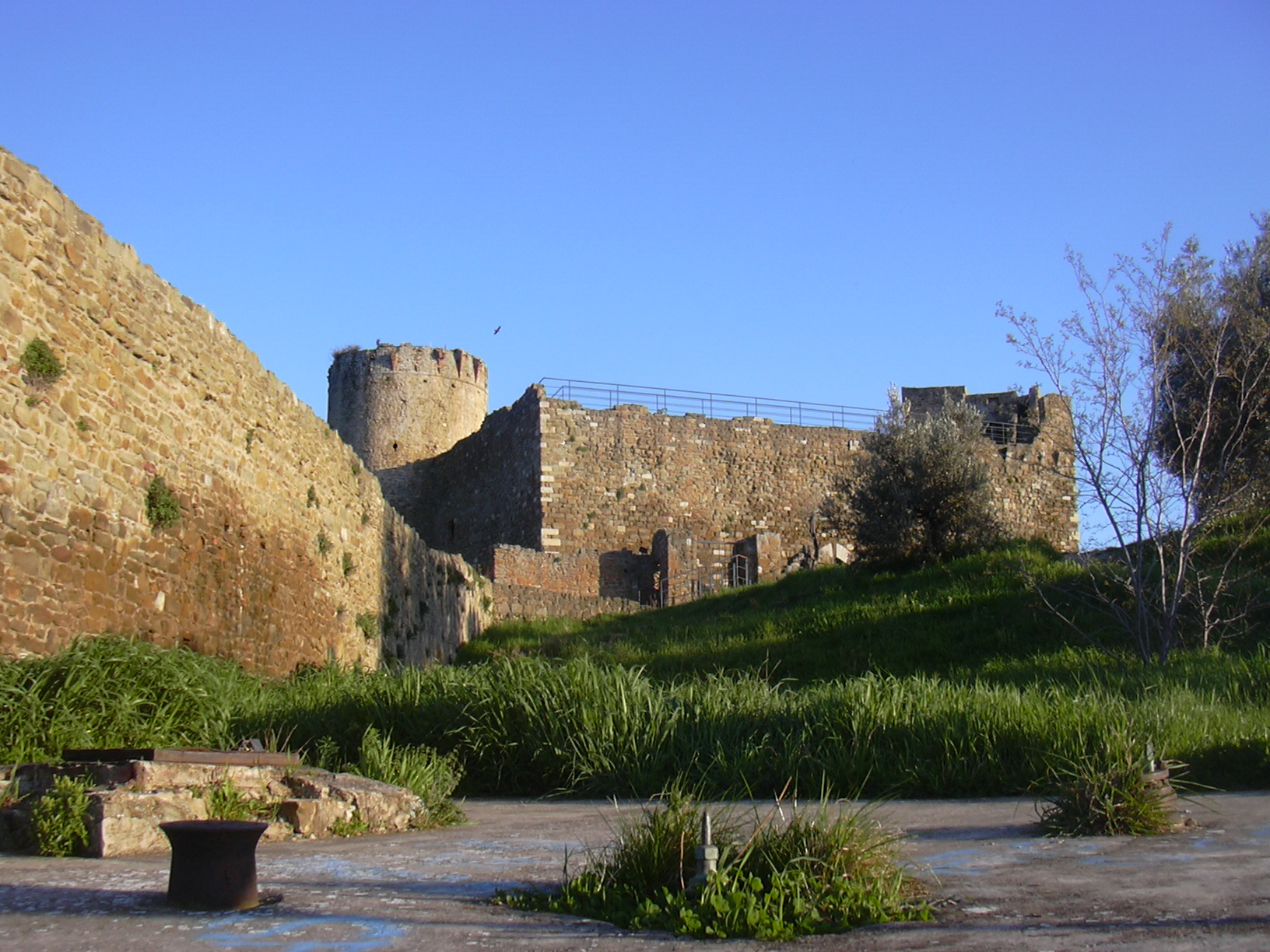
Blick vom Vorhof
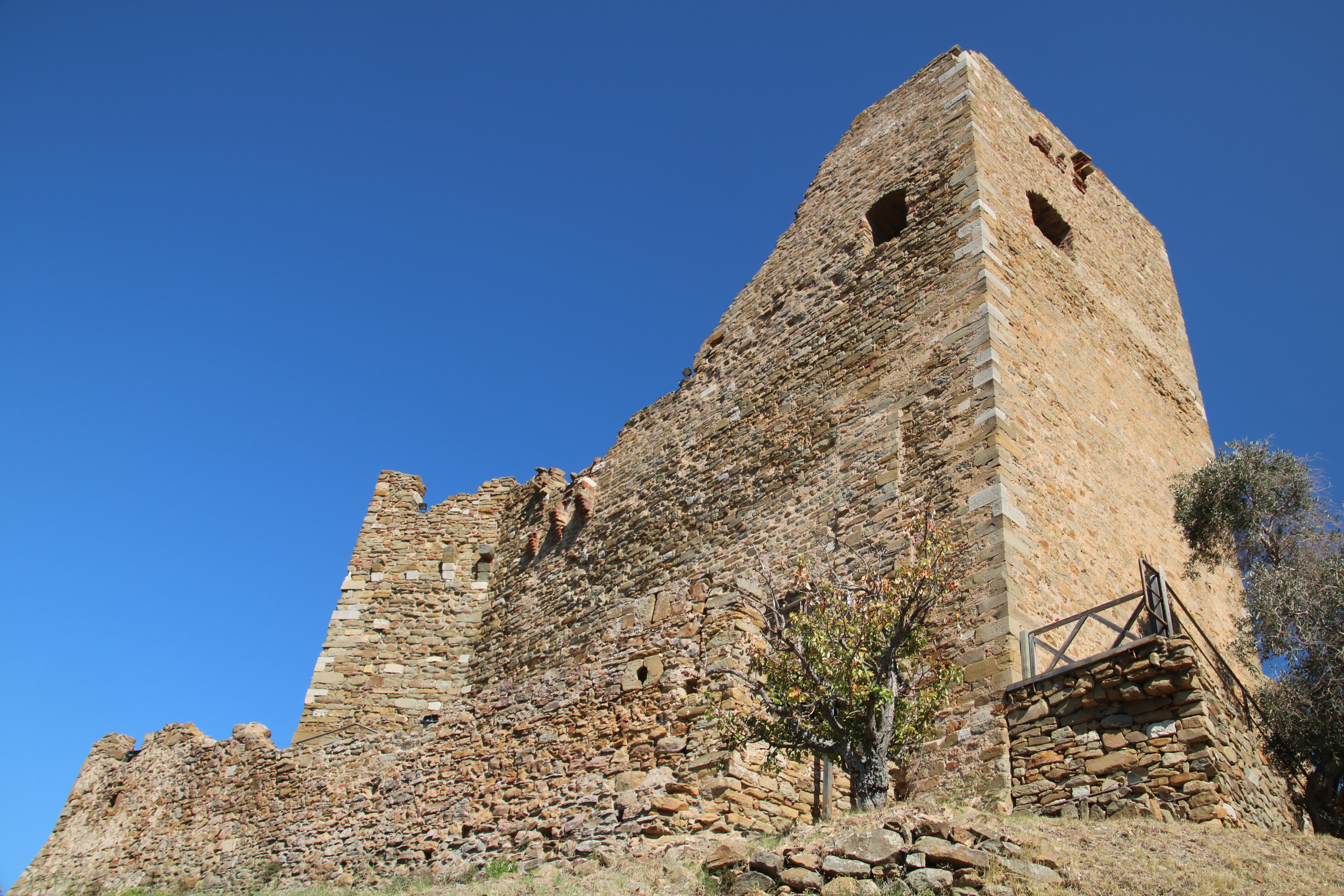
Die Burg